# Capitán Garfio
El capitán Garﬁo (en inglés Captain James Hook) es un personaje ficticio de Peter Pan, creado por J. M. Barrie como el intrépido capitán pirata del Jolly Roger y némesis del protagonista homónimo. Se describe al capitán Garﬁo como un hombre de rostro delgado, casi cadavérico y de profundos ojos azules melancólicos, capaces de encenderse en un rojo ígneo cuando la rabia lo poseía. J.M. Barrie aﬁrmó en la novela que James Garﬁo era un hombre muy culto que había estudiado en el Eton College. Además, solía lucir una peluca rizada y usaba un garfio de hierro donde debería estar su mano derecha (izquierda en algunas adaptaciones), que le fue cortada por Peter Pan y lanzada como comida a un cocodrilo, el cual también se tragó un reloj. Y si hay algo que teme verdaderamente el capitán, es a ese cocodrilo feroz que quedó hechizado con el sabor de su sangre. Tanto, que desde entonces no ha dejado de perseguirlo.
Barrie homenajeó a las fantásticas novelas de piratería insinuando que el Capitán Garfio había trabajado para Barbanegra, y rindió tributo a Robert Louis Stevenson comentando que Garfio era el único hombre al que John Silver temía (personaje de la novela La Isla del Tesoro).
Barrie afirmó que el personaje estaba basado en el capitán Ahab de la novela Moby-Dick, de Herman Melville. Aunque existen varias teorías que afirman que J.M.Barrie se inspiró en personajes históricos para crear a su personaje. Una de esas teorías afirma que el autor se basó en Christopher Newport, un corsario del siglo XVII que trabajó para la propia reina de Inglaterra. Se le describe como una persona algo infame y fanfarrón que desde muy joven protagonizó feroces enfrentamientos atacando cargueros españoles. En uno de estos enfrentamientos Newport perdió un brazo, y se sabe también que en una ocasión llegó a la corte británica con dos crías de cocodrilo. A su vez, algunos historiadores afirman que tal vez Barrie se basara en James Cook para crear al antagonista de Peter Pan. El navegante y explorador del siglo XVIII, posee un apellido con una sonoridad semejante a la de Hook. Se sabe también que James Cook fue asesinado por los nativos de Hawái en 1779, un hecho que para muchos fue usado por Barrie para crear a los “niños perdidos”. Criaturas que reaccionaban contra el “hombre occidental o civilizado”, una figura paterna ante la que oponerse y defenderse, como de algún modo hicieron también quienes asesinaron al explorador inglés.
En la mayoría de las obras teatrales representadas desde la época de J.M.Barrie el actor que encarna a Garfio suele ser el mismo que interpreta al padre de Wendy Darling.[cita requerida]

## Actores en pantalla
Actores que han encarnado al Capitán Garfio en la gran pantalla o series de televisión.
| Año  | Adaptación                   | Director/Creador            | Actor            |
| ---- | ---------------------------- | --------------------------- | ---------------- |
| 1924 | Peter Pan                    | Herbert Brenon              | Ernest Torrence  |
| 1953 | Peter Pan                    | Clyde Geronimi              | Hans Conried     |
| 1991 | Hook                         | Steven Spielberg            | Dustin Hoffman   |
| 2003 | Peter Pan                    | P. J. Hogan                 | Jason Isaacs     |
| 2011 | Once Upon a Time             | Edward Kitsis Adam Horowitz | Colin O'Donoghue |
| 2015 | Pan                          | Joe Wright                  | Garrett Hedlund  |
| 2022 | The Lost Girls               | Livia De Paolis             | Iain Glen        |
| 2023 | Peter Pan & Wendy            | David Lowery                | Jude Law         |
| 2024 | Descendants: The Rise of Red | Jennifer Phang              | Joshua Colley    |

## Adaptaciones del personaje

### Versión de Disney
En la película animada de Disney Peter Pan de 1953, el Capitán James Garfio es un villano mucho más cómico que el personaje original: se le ve como un cobarde vanidoso con un temperamento infantil que tiende a gritar de terror. Aun así, siendo igualmente cruel, como muestra al disparar a un miembro de su tripulación por el hecho de que le molestaba cantando. Durante el desarrollo inicial de la película, el departamento de historia analizó al personaje de Garfio como "un petimetre... sin embargo, muy mezquino, hasta el punto de ser asesino. Esta combinación de rasgos debería causar mucha diversión cada vez que habla o actúa". Él está empeñado en encontrar la ubicación del escondite de Peter Pan para vengarse de él, y tras engañar a Campanilla para descubrirlo, secuestra a Wendy, sus hermanos, y los Niños Perdidos, deja una bomba fingiendo que es un regalo de Wendy para acabar con su enemigo cuando Pan abra el paquete. Afortunadamente, es salvado a tiempo por Campanilla, y después de que Peter vuela al barco de Garfio para rescatar a sus amigos, empieza una lucha contra el Capitán, el cual termina siendo arrojado al mar, y siendo perseguido por el cocodrilo.
El personaje regresó en la secuela Return to Never Land (2002), donde pretende secuestrar a Wendy para arrojarla a una zona del mar donde habita un pulpo, para que acabe con Peter Pan cuando este intente atacarla. Sin embargo, erróneamente secuestra a la hija de Wendy, Jane, y su plan fracasa cuando Campanilla hace volar al pulpo, y tras arrojarlo al barco de Garfio, donde saborea al Capitán, comienza a perseguirle durante el resto de la película al igual que lo hacía el cocodrilo. Al ver que Jane quiere regresar a su hogar, Garfio hace un trato con ella, diciendo que la ayudará si consigue averiguar para él dónde está el tesoro que Peter escondió en alguna parte de Nunca Jamás. Finalmente, tras encontrar el tesoro secuestrando también a Peter y los Niños Perdidos, los cuales terminan siendo rescatados gracias a Jane y Campanilla. Tras luchar contra Garfio, este termina de nuevo siendo arrojado al mar, donde él y su tripulación huyen en un bote del hambriento pulpo.
El Capitán Garfio suele aparecer en la serie House of Mouse (2001-2003), y aparece en la película basada esta, Mickey's House of Villains (2002), como uno de los villanos principales de la historia. También aparece brevemente en la otra película basada en la serie, Mickey's Magical Christmas (2001).
En la serie Jake y los Piratas de Nunca Jamás (2011-2016), el Capitán Garfio es el villano principal, rivalizando con los protagonistas. En esta versión tiene diferentes tipos de garfios multiusos.
Un joven James aparece en la película de la franquicia Disney Fairies The Pirate Fairy (2014). En la historia, James fingió ser el grumete de un barco pirata y se hizo amigo de un hada rebelde, Zarina, que había dejado Pixie Hollow después de ser despedida como guardiana del polvo de hadas cuando sus experimentos no autorizados con el polvo llevaron a un desastre. James vio el gran potencial del polvo de hadas y dejó que Zarina pensara que tenía autoridad sobre los piratas. Tras obtener el polvo de hadas necesario para hacer volar su barco durante largo tiempo para robar riquezas alrededor del mundo, encierra a Zarina y toma su puesto como capitán de la tripulación. Sin embargo, él y sus piratas son derrotados por Zarina y sus amigas hadas, terminando en el mar, y siendo James mordido por un pequeño cocodrilo del que huye, siendo el mismo que en el futuro se comería su mano. Continuando a la deriva en el mar, James se topa con un barco donde navegaba el Señor Smee, quien le rescata.

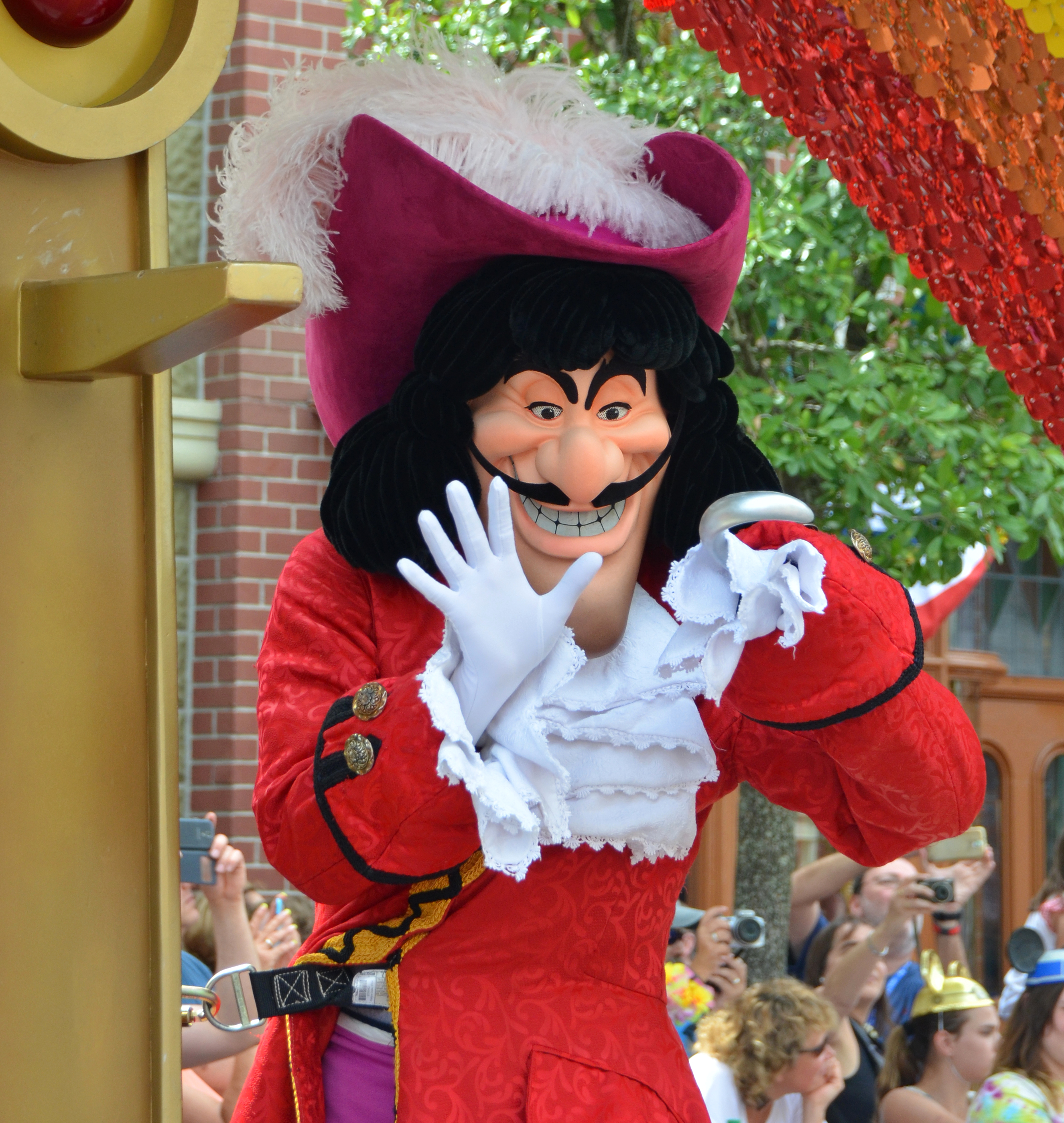
Versión de Disney del Capitán Garfio como personaje para conocer en los Parques Disney.

El Capitán Garfio aparece en los Parques Disney como personaje para conocer y saludar.
Ocasionalmente, el Capitán Garfio aparece en cómics del universo de Scrooge McDuck como el némesis de Moby Duck, un ballenero pariente del Pato Donald.
Jude Law interpreta a Garfio en la película de imagen real de Disney Peter Pan & Wendy (2023), que sirve como remake de la película animada de 1953. En esta versión, Garfio revela que fue amigo de Peter en su infancia, siendo el primer Niño Perdido, pero abandonó Nunca Jamás porque echaba de menos a su madre. Años más tarde, regresó al País de Nunca Jamás como pirata, siendo rechazado por Peter porque había crecido.
Joshua Colley interpreta a un joven Garfio en la película de imagen real Descendants: The Rise of Red (2024), de la franquicia Descendants. En las películas anteriores de la franquicia Descendants 2 (2017) y Descendants 3 (2019) aparece su hijo adolescente, Harry (Thomas Doherty), con el Capitán Garfio siendo solamente mencionado. En dicha franquicia, también tiene tres hijas: Harriet, introducida en la novela La Isla de los Perdidos (2015), CJ, introducida en la serie animada Descendants: Wicked World (2015–2017), y Hazel, introducida en la película Descendants: Wicked Wonderland (2025). El Capitán Garfio tiene una aparición menor en la novela Rebelión en la Isla de los Perdidos (2017), donde organiza una competición en la que ofrece su antiguo barco como premio.

#### Videojuegos
El Capitán Garfio es uno de los villanos principales del videojuego Disney's Villains' Revenge, donde el jugador debe enfrentarse a él en un duelo de espadas.
En la saga de videojuegos Kingdom Hearts, el Capitán Garfio aparece como un villano recurrente, apareciendo en Kingdom Hearts, Kingdom Hearts: Chain of Memories, Kingdom Hearts 358/2 Days y Kingdom Hearts Birth by Sleep, actuando como un jefe enemigo en ellos en el mundo del País de Nunca Jamás, con excepción de 358/2 Days donde solamente es visto de forma menor. Él es uno de los Villanos que actúan como aliados de Maléfica.
Una versión animatrónica del Capitán Garfio aparece como enemigo en Epic Mickey. En el spin-off Epic Mickey: Mundo Misterioso, el Capitán Garfio es el primer jefe enemigo.
El Capitán Garfio es un personaje jugable en el videojuego de construcción de mundo Disney Magic Kingdoms, siendo un personaje prémium que se consigue comprándolo a través de Gemas presentes en el juego.
Una versión alternativa del Capitán Garfio aparece como personaje jugable en el videojuego Disney Mirrorverse.
En octubre de 2024, fue añadido como personaje jugable en Fortnite.

### Hook(1991)
El Capitán Garfio es el antagonista titular de la película Hook, interpretado por Dustin Hoffman. Garfio secuestra a los hijos del ya adulto Peter (Robin Williams) para atraer a su archienemigo de regreso al País de Nunca Jamás, decepcionándose al ver que el que fue su gran enemigo ahora es un hombre sencillo, y le da al hombre de mediana edad tres días para reavivar su espíritu y luchar contra él. Garfio ha estado algo deprimido desde que Peter Pan dejó Nunca Jamás para convertirse en Peter Banning, y le preocupa no tener nada más que hacer; Hace tiempo que mató al cocodrilo con un cañón e hizo una tranquila torre de reloj con su cuerpo disecado. A pesar de matar al cocodrilo, sigue aterrorizado cada vez que escucha el tic-tac de un reloj.
A sugerencia de Smee (Bob Hoskins), Garfio intenta persuadir a los hijos de Peter de que su padre nunca los amó, para obligarlos a quedarse en Nunca Jamás. Tiene éxito con Jack, el hijo de Peter, quien pronto ve a Garfio como la figura paterna atenta que Peter nunca ha sido, y Garfio finalmente ve a Jack como un heredero potencial. Pero la hija de Peter, Maggie, desconfía de Garfio de inmediato y se niega a dejarse influir.
Cuando terminan los días de plazo y comienza una lucha entra Garfio y sus piratas contra Peter y los Niños Perdidos, Garfio termina apuñalando a Rufio, uno de los Niños Perdidos, haciendo que Peter se enfurezca aun más con él. Tras un duelo, Jack  se da cuenta de cuánto se preocupa su padre por él, y tras rechazar a Garfio, Peter abandona el barco con sus hijos y los Niños Perdidos, pero Garfio le ordena que regrese y termine su lucha. Garfio amenaza a Peter jurando secuestrar a las futuras generaciones de niños de su familia, por lo que Peter y Garfio se baten en un duelo final. Tieniendo a Garfio acorralado, Peter le perdona la vida a petición de su hija, ordenándole a ´Garfio que a cambio de su vida abandone el País de Nunca Jamás y no regrese. Sin embargo, Garfio intenta atacar a Peter a traición, pero la torre del reloj del cocodrilo aparentemente cobra "vida" y aparentemente se "come" a Garfio cuando cae encima de él.

### Peter Pan(2003)
En la adaptación cinematográfica Peter Pan de 2003, el Capitán Garfio es interpretado por Jason Isaacs (quien también interpreta el papel de George Darling, el padre de Wendy, siguiendo la tradición de la obra original). Lleva el garfio en su mano derecha, sostenido por un arnés de hombro. Garfio es temido y despiadado, pero también caballeroso. En el duelo culminante, aprende a volar gracias al polvo de hada, casi derrotando a Peter Pan, pero las burlas de los Niños Perdidos debilitan el entusiasmo necesario para volar, y cae en la boca del cocodrilo, siendo devorado por este.

### Versión deShrek
El Capitán Garfio es un personaje recurrente en la franquicia de Shrek. Aparece por primera vez en la película Shrek 2 (2004), como pianista en la taberna "La Manzana Envenenada". Tiene un papel más importante en la película Shrek tercero (2007), siendo uno de los villanos de cuento que se unen al Príncipe Encantador para dominar Muy Muy Lejano y tener sus propios finales felices, pero al igual que el resto de villanos, terminan dejándole de lado, mencionando que quiere cumplir su sueño de cultivar narcisos.
El Capitán Garfio también aparece como concursante en la función Far Far Away Idol en el DVD de Shrek 2, donde comienza a cantar "Hooked on a Feeling" hasta que el hada Campanilla pide a Simon Cowell que lo saque del escenario. En el videojuego Shrek tercero aparece como un jefe enemigo.
El Capitán Garfio no aparece en Shrek Forever After (2010), pero hace un cameo en una imagen en la apertura del libro al comienzo de la película, sosteniendo unos narcisos.

### Once Upon a Time(2012-2018)
El Capitán Garfio aparece como uno de los personajes principales en la serie de televisión Once Upon a Time. Hizo su primera aparición en el episodio de la segunda temporada "El cocodrilo". El personaje es interpretado por Colin O'Donoghue.
En esta versión su verdadero nombre es Killian Jones, quien se convirtió en capitán del Jolly Roger después de la muerte de su hermano. Su mano es cortada por el oscuro embaucador Rumplestiltskin como venganza porque Garfio se escapó con su esposa. Garfio viaja a Nunca Jamás para encontrar una manera de matar a Rumplestiltskin, donde pasa más de 100 años antes de escapar de regreso al Bosque Encantado.
Durante la serie, comienza a olvidar su venganza con el tiempo, y termina en una relación con la protagonista, Emma Swan, convirtiéndose en uno de los héroes principales de la serie.